# Намасе Кацухіса
Намасе Кацухіса (яп. 生瀬勝久, なませ かつひさ; 13 жовтня 1960 — ) — японський актор.

## Короткі відомості
Намасе Кацухіса народився 13 жовтня 1960 року в місті Нісіномія префектури Хьоґо. Закінчив вищу школу Такадзука префектури Хьоґо та гуманітарний факультет Університету Досіся в Кіото.
Намасе дебютував у 1988 році, знявшись у телевізійному сереалі «Пісня підтримки Дзюн-тяна».
У 2000 році Намасе знявся в ролі детектива у популярному телевізійному серіалі та фільмі «TRICK» разом із Накамою Юкіе та Абе Хіросі. Згодом він продовжував грати у «TRICK 2» (2002) і «TRICK 3» (2003).
Одночасно Намасе виконав другорядну роль у телесеріалі «Ґокусен» (2002), який завоював Накамі Юкіе всеяпонське визання.
2006 року актор грав у історичній телевізійній драмі телекомпанії NHK «Роздоріжжя слави».
Намасе виконував переважно другорядні ролі у комедійних фільмах «Оповідання з Сімоцуми» (2004), «Готель The Wow-Choten» (2006) «Майко Хааааан!!!» (2007) та інших.
Намасе одружений з Хорімото Йоко, японською моделлю. Його хобі — риболовля.